# Mitropolia Olteniei
Mitropolia Olteniei este o subdiviziune a Bisericii Ortodoxe Române, înființată în anul 1949, cu sediul la Craiova. Arhiepiscopul Craiovei deține și funcția de mitropolit al Olteniei. Din 2008 arhiepiscop al Craiovei și mitropolit al Olteniei este Irineu Popa.

Organizarea Mitropoliei Olteniei

## Organizare
- Arhiepiscopia Craiovei
  - Arhiepiscop: Irineu Popa

- Arhiepiscopia Râmnicului
  - Arhiepiscop: Varsanufie Gogescu

- Episcopia Severinului și Strehaiei
  - Episcop: Nicodim Nicolaescu

- Episcopia Slatinei și Romanaților
  - Episcop: Sebastian Pașcanu